# Мунаката (Фукуока)

Мунака́та (яп. 宗像市, むなかたし, МФА: [munakata ɕi̥]?) — місто в Японії, в префектурі Фукуока.     Отримало статус міста 1981 року. Площа становить 119,66 км². Станом на 1 липня 2012 року населення складало 96 127  осіб, густота населення — 803 осіб/км².     

## Історія
Мунаката отримала статус міста 1 квітня 1981 року.